# Zorro. Un eremita sul marciapiede
Zorro. Un eremita sul marciapiede è un romanzo breve di Margaret Mazzantini, pubblicato nel 2004 da Mondadori.
Il libro è un lungo monologo di Zorro, un vagabondo, che ripercorre la storia della sua vita e delle scelte che l'hanno portato a vivere sulla strada e nel mentre riflette sul significato della vita. Il testo era nato come monologo teatrale per il marito Sergio Castellitto, ma la Mazzantini ha poi deciso di pubblicarlo come opera a sé stante.

## Edizioni
- Margaret Mazzantini, Zorro. Un eremita sul marciapiede, collana Piccola biblioteca oscar, Mondadori, 2004,  p. 66, ISBN 978-88-04-53516-4.